# جورج باورز (فیلم‌ساز)
جورج باورز (انگلیسی: George Bowers؛ ۲۰ آوریل ۱۹۴۴ – ۱۸ اوت ۲۰۱۲) یک کارگردان، تدوین‌گر و هنرپیشه اهل ایالات متحده آمریکا بود. وی بین سال‌های ۱۹۶۸ تا ۲۰۱۲ میلادی فعالیت می‌کرد.
وی تدوین‌گر فیلم‌هایی همچون پیاده‌روی طولانی، از جهنم و شب‌های هارلم و کارگردان فیلم استراحتگاه خصوصی بوده است.